# Oláh Ernő (csellista)
Oláh Ernő (Salgótarján, 1945. február 17. – Budapest, 2020. október 7.) cigány származású csellista.
Tradicionális muzsikus családból származott. Apja cimbalmos volt, nagyszülei nagybőgőn és kisklarinéton játszottak. A fiú először hegedülni tanult, majd 12 évesen elkezdte a gordonkatanulmányait. 13 évesen a kor legnagyobb cigány csellistájától, Jáger Balázs Jánostól tanulhatott.
1959-től 1969-ig a Rajkó zenekar tagja volt. A Rajkó zenekarral Japánban, Kínában, Mongóliában, valamint Európa legnagyobb városaiban szerepelt.
A legnagyobb prímások zenekarainak a tagja volt. id. Járóka Sándor, ifj. Járóka Sándor, Boross Lajos, Bobe Gáspár Ernő, Gabora József együtteseivel szerepelt. Az 1972-ben Yehudi Menuhin által készített, Az ember zenéje című filmben Boross Lajos zenekarának tagjaként is muzsikált. 1976-tól készültek szólófelvételei a Magyar Rádióban, amiért nívódíjat kapott. 1985-ben alapító tagja volt a 100 tagú cigányzenekarnak. Számos jótékonysági koncertet rendezett a Heim Pál Gyermekkórház javára, amiért a Magyar Köztársaság arany, illetve bronz érdemkeresztet adományozott.
2008-ban Radnóti Miklós antirasszista díjjal tüntették ki. Csellójátékát számtalan rádiófelvétel őrzi.

## Díjai, elismerései
- Magyar Köztársasági Bronz Érdemkereszt (1996)
- Magyar Köztársasági Arany Érdemkereszt (2005)[4][5]
- Radnóti Miklós antirasszista díj (2008)